# Brokig fårfästing
Brokig fårfästing (Dermacentor marginatus) är en fästingart som först beskrevs av Sulzer 1776. Dermacentor marginatus ingår i släktet Dermacentor och familjen hårda fästingar. hittades för första gången i Sverige 2023
1. ↑   The Argasidae, Ixodidae and Nuttalliellidae (Acari: Ixodida) of the world: a list of valid species names. ISSN 1175-5334. http://www.mapress.com/zootaxa/2010/f/z02528p028f.pdf.
2. ↑  Bisby F.A., Roskov Y.R., Orrell T.M., Nicolson D., Paglinawan L.E., Bailly N., Kirk P.M., Bourgoin T., Baillargeon G., Ouvrard D. (red.) (2 mars 2011). ”Species 2000 & ITIS Catalogue of Life: 2011 Annual Checklist.”. Species 2000: Reading, UK. http://www.catalogueoflife.org/annual-checklist/2011/search/all/key/dermacentor+marginatus/match/1. Läst 24 september 2012.
3. ↑  TicksBase. Nijhof A.M., Guglielmone A.A. & Horak I.G., 2005-06-15
4. ↑  ”Nya fästingarten brokig fårfästing upptäckt i Sverige”. svt.se. https://www.svt.se/nyheter/inrikes/nya-fastingarten-brokig-farfasting-upptackt-i-sverige. Läst 28 juni 2024.